# フォーブス・バーナム
フォーブス・バーナム（英語:  Linden Forbes Sampson Burnham, 1923年2月20日 - 1985年8月6日）は、ガイアナの政治家。1964年から1985年に亡くなるまでガイアナ協同共和国の指導者であった。1964年から1966年まで英領ギアナ首相、1964年から1980年までガイアナ首相、1980年から1985年までガイアナ第2代大統領を務めた。彼はしばしば独自の社会主義を信奉した権威主義者と見なされている。
弁護士として教育を受けたバーナムは、後にガイアナの政治を支配することになる2つの政党（人民国家会議と人民進歩党）の設立に尽力した。彼が政権を握っていた間に、ガイアナはイギリスの植民地からイギリスと憲法上のつながりのない共和国へと移行した。彼の首相職は、外資系民間企業の国有化、非同盟運動への参加および権威主義的な国内政策によって特徴づけられた。

## 幼少期
バーナムは、イギリス領ギアナのデメララ郡ジョージタウン郊外のキティで生まれた。両親は学校教師のジェームズ・エセルバート・バーナムとレイチェル・アビゲイル・サンプソンで、アフリカ系ガイアナ人のメソジスト教徒の家庭で育った。バーナムの父親はバルバドス出身の奴隷一家の出身で、バーナムの姓はプランテーション所有者の姓に由来している。奴隷制度が廃止されると、バーナムの先祖はイギリス領ギアナに移住した。
バーナムの姉ジェシーによると、家族はキティのパイク通り4番地で育った。ジェシーはまた、父親が37年間キティ・メソジスト学校の校長を務め、村議会にも出席していたと証言している。フォーブス・バーナムはキティ・メソジスト学校とセントラル高校に通った後、名門中等学校のクイーンズ・カレッジに入学し、そこで将来の政敵チェディ・ジェーガンと出会った。姉によると、バーナムは若い頃から野心家で、セントラル高校では小柄な体格と学力のせいでいじめられていたという。クイーンズ・カレッジでは、バーナムは学業で優秀で、センテナリー博覧会（1936年）、ガバメント・ジュニア（1937年）、パーシバル博覧会（1938年）を受賞した。
1942年、バーナムは英領ギアナのトップ学生として、ロンドン大学で学ぶための英領ギアナ奨学金を獲得した。バーナムは第二次世界大戦のため渡英することができなかったが、代わりにクイーンズ・カレッジで助教授として働き、外部試験でロンドン大学で文学士の学位を取得した。ロンドンへの渡航を許可された後、バーナムは1947年または1948年[に、当時ロンドン大学の構成大学であったロンドン・スクール・オブ・エコノミクスで法律の学位を取得し、1947年から1948年まで同大学の西インド諸島学生連合の会長を務めた。彼は1948年に司法試験に合格し、グレイ法曹院の会員となった。[ 2 ]バーナムはロンドン留学中に、ナイジェリアのアブバカル・タファワ・バレワ、ボツワナのセレツェ・カーマ、ガーナのクワメ・エンクルマ、ジャマイカのマイケル・マンリー、バルバドスのエロール・バローなど、多くのアフリカやカリブ海の学生と出会った。
ロンドンでは、バーナムは法学部から最優秀演説者賞を獲得した。また、プラハとパリの学生会議にも出席し、有色人種連盟の会員でもあった。
彼は1948年12月20日にイギリスからイギリス領ギアナに戻るため、リバプールからエンプレス・オブ・フランス号に乗ってノバスコシア州ハリファックスに向かい、1949年にジョージタウンに到着した。

## 人民進歩党の指導者として

### 人民進歩党の設立
1949年、イギリス留学から帰国後、バーナムはキャメロン・アンド・シェパード法律事務所に入所し、その後自身の法律事務所クラーク・アンド・マーティン法律事務所を設立した。また1949年、バーナムは1946年に結成された英領ギアナ労働党（BGLP）の党首に就任した。 1947年の選挙で労働党は立法評議会の14議席中5議席を獲得し、最大政党となった。
イギリスから帰国して1年も経たないうちに、バーナムは人民進歩党（PPP）の創設者の一人となり、同党は1950年1月1日に結成された。インド系ガイアナ人の労働党指導者チェディ・ジェーガンがPPPの党首となり、妻のジャネット・ジェーガンが書記長となり、バーナムが初代党議長となった。ジェーガンは政治委員会のリーダーを務めていたが、同委員会はBGLPと合併してPPPとなった。バーナムは新党の名前を選んだ。

### 文部大臣
1952年、バーナムは党傘下の労働組合である英領ギアナ労働組合の委員長となり、1953年にはジョージタウン市議会議員に選出された。 1953年4月27日の英領ギアナ総選挙では、ガイアナで初めて普通選挙が実施され、PPPは24議席中18議席を獲得し、バーナムと妹のジェシーはともに下院議員に選出された。その後の短命に終わったPPP政権では、バーナムは教育大臣を務めた。バーナムは当初、自分がPPPの単独党首にならなければ党を分裂させると脅したが、妥協案が成立し、バーナムと党内の同盟者が大臣に任命された。新しく形成された政府は植民地支配に反対し始め、エリザベス2世女王の戴冠式に代表団を派遣することを拒否し、ストライキを促し、植民地省が施行しようとしたいくつかの法律を廃止した。この反対運動は赤狩りの最中に起こり、イギリスの政治家たちはガイアナで共産主義革命が起こる可能性を懸念していた。ウィンストン・チャーチルは「我々はイギリス領ギアナの共産主義の牙を砕くためにできる限りのことをする上でアメリカの支援を確実に得るべきだ…おそらく彼らはマッカーシー上院議員をそこに派遣するだろう」と述べた。
1953年10月9日、PPP政府が前日に労働関係法（ワグナー法をモデルにしたもの）を可決したことを受けて、英国政府は英領ギアナ憲法を停止し、武装部隊を派遣してPPP政権の終焉を告げた。バーナムとジェーガンはロンドンに赴き、この決定に抗議したが失敗に終わり、そこで英国諜報機関による秘密の監視を受けた。その後、バーナムとジェーガンはインドに渡り、英国に対抗する大義の支持者を得ようとしたが失敗に終わった。英国が任命した暫定政府は1957年まで存続した。
憲法停止中、暫定政府のバーナムに対する制限は他の党幹部よりも少なく、他の党幹部が投獄されている間バーナムは投獄されず、党内で分派を立ち上げるよう暗黙の奨励を受け、2年後にバーナムは分派を立ち上げた。

## 人民国家会議の指導者として

### 人民全国代表大会の起源
1955年2月12日から13日にかけてジョージタウンのメトロポール映画館で開かれた会議で、PPPは2つの派閥に分裂した。1つはバーナム（バーナム派）が率いる派閥で、もう1つはジェーガン（ジェーガン派）が率いる派閥であった。ジェーガンは社会主義的な国内政策を支持したが、バーナムの派閥はより穏健であった。2つには性格の違いもあった。1957年の選挙でジェーガン派が9議席を獲得し、バーナム派は3議席しか獲得できなかった後、バーナムは1957年に人民国家会議（PNC）を結成し、野党のリーダーとなった。PNCは1961年にその名前で最初の選挙に参加した。また1957年に、バーナムはガイアナ弁護士会の会長に就任し、1964年までその職を務めた。1959年、バーナムはジョージタウン市長に選出され、1964年までその職を務めた。その後彼は再選され、1966年までその職を務めた。統一民主党は1959年にPNCと合併した。
政治的分裂は、アフリカ系ガイアナ人とインド系ガイアナ人の間の人種的分断を深めた。ガイアナの政治は、主に南アジア系がPPPを支持し、アフリカ系がPNCを支持するなど人種によって支持する政党の傾向が異なる。これは、農村と都市の分断にも関連しており、アフリカ系ガイアナ人は都市部の沿岸部に住む傾向があり、インド系ガイアナ人は農村部の内陸部に住む傾向がある。分裂後、ジェーガンのPPPとバーナムのPNCは、主にそれぞれインド系ガイアナ人とアフリカ系ガイアナ人の政治的な象徴となり、支持者の利益を主張した。

### 1961年総選挙
1961年のイギリス領ギアナ総選挙では、バーナムのPNC党が41%の得票率で立法議会で11議席を獲得した。PNCよりわずか1.64%多い得票率だったにもかかわらず、PPPは20議席を獲得し、PNCのほぼ2倍の議席数となった。これにより大規模なデモ、人種間の緊張、ゼネストが起こった。知事は非常事態を宣言し、イギリス軍が派遣された。

### カルダー予算とブラックフライデー
1962年1月31日、PPP政府は、経済学者ニコラス・カルドアの助言を受けて、後に「カルドア予算」として知られることになる予算案を発表した。この予算案には、税金と輸入関税の引き上げが含まれていたが、野党はこれに反対し、PNCが主導する大規模なデモなど、政府に対する行動を起こし始めた。ウィン・パリー委員会によると、2月12日、バーナムは次のような演説を行った。「同志諸君、闘いは今始まる。明日午後2時に労働組合会議が主催するデモがある。生活を耐え難いものにする厳しい予算案に反対するデモだ。間違いなく暴動部隊がそこにいるだろう。それでも行く気はあるか？同志諸君、明日ジェーガンの軍隊がケイン・グローブとウィンザーの森からやってくることを忘れないでくれ。それでも行く気はあるか？」この大規模な行動は、後に「ブラック・フライデー」と呼ばれる1962年2月16日に最高潮に達した。 56の商店が破壊され、87が火災で被害を受け、66が略奪された。警察署長1人が死亡、39人が負傷、略奪者4人が射殺され、41人が負傷した。暴徒たちは発電所、水道局、国会議事堂、ジェーガン邸も襲撃した。暴動にはHMSトラウブリッジ（R00）とHMSウィザード（R72）が対応した。黒煙がジョージタウンを覆い、大規模な火災が発生していることが明らかだった。

### 英領ギアナへの国際介入
機密解除された文書によると、1960年代初頭、ジョン・F・ケネディ率いる米国政府は、ジェーガンのPPP政府が共産主義の理想を抱いているとますます確信するようになった。共産主義に傾倒していたチェディ・ジェーガンの急進的な見解と、ソ連およびキューバとのジェーガンの同盟により、バーナムは西側諸国から支持されていた。1962年5月、ケネディは英国首相ハロルド・マクミランと直接会談し、バーナムはワシントンを訪問した。米国政府高官は、バーナムの社会主義案の方がジェーガンのイデオロギーよりも望ましいと判断したが、米国の介入なしにジェーガンが独立したガイアナの政府首脳になるだろうとも結論付けた。バーナムはジェーガンに対する米国の行動に快く同意した。1962年、ケネディはジェーガン政府への介入を承認した。ピーター・ダギアー（第3党ユナイテッド・フォース党首）とバーナムはともに比例代表制の考え方を支持すると誓約し（ジェイガンは反対）、バーナムはCIAから資金援助を受け始めた。
バーナムは1963年にガイアナ労働組合の議長に任命された。
CIAは1963年からPPP政府に対するストライキを支援したと非難されている。この行動は最終的に暴力へと発展し、政府庁舎への放火や爆破事件を引き起こした。警察の報告書にはバーナムの名前も記載されている。

### 1964年の選挙に至るまで
1963年、ケネディ大統領とイギリスのマクミラン首相とのさらなる会談の結果、イギリスは1964年12月に比例代表制による総選挙を実施し、その後に英領ギアナの独立を認める決定を下した。アメリカはバーナムとダギアから、選挙では相互に支援し、アメリカの資金は政治運動に使われるという確約を得た。選挙までの期間は広範囲にわたる暴力行為で、200件近くの殺人事件と2,600世帯の避難民が発生した。リンデンとその周辺では、5月26日のヴィスマール虐殺、7月6日のサン・チャップマン号の沈没、それに続くマッケンジーでのインド系ガイアナ人5人の殺人など、人種差別を動機とした一連の事件が発生した。1964年8月のある事件では、ジェーガン、バーナム、ダギアーが暴力の激化を抑えるために協議していたところ、通りのすぐ近くにあるPPP本部が爆破された。
選挙直前、CIAはPPPとPNCが約40％の票を獲得し、ユナイテッド・フォースが15％を獲得すると推定した。

## イギリス領ギアナ首相として
1964年12月7日の選挙では、ジェーガンのPPPが最多の得票率（46%、PNCは41%）を獲得したが、過半数には届かなかった。バーナムはユナイテッド・フォース（TUF）（残りの12%の票を獲得）との連立政権を樹立し、12月14日に英領ギアナの首相に就任した。ジェーガンは辞任を拒否し、リチャード・ルイト総督によって解任された。バーナムはその後21年間ガイアナ政府の長として留まった。
1965年、バーナムはバルバドスのエロール・バローとともにカリブ海自由貿易連合（CARIFTA）を設立し、1968年5月1日に発効した。CARIFTAは1973年にカリブ共同体（CARICOM）に取って代わられた。
1966年5月26日、イギリス領ギアナは独立国となり、「ガイアナ」と改名された。この国の憲法によれば、国家元首はイギリス国王であり、ガイアナでは総督が代表を務め、総督は主に儀礼的な役割を担い、政府の長は国民議会の多数決で任命される首相となる。

## ガイアナ首相として
バーナムが独立後に最初に行った行為の一つとして、彼は包括的な「国家安全保障法」を可決し、無制限の捜索・押収権限と、裁判なしで最大90日間個人を拘留する権限を認めた。
バーナムは依然として選挙で大きな不利を抱えていた。投票の支持は主に人種によるものであり、独立時のガイアナ人口の約50%はインド系ガイアナ人であり、大半がジェーガンのPPPを支持しているため、バーナムが公正な選挙に勝つことはほぼ不可能だった。米国大使からの電報には、「彼は無期限に権力の座に留まるつもりである」と「必要なら、目的を達成するために非正統的な方法を採用する用意がある」と書かれていた。1966年7月の米国大統領リンドン・B・ジョンソンとの会談で、バーナムは1968年の選挙で当選する可能性を高めるためにアフリカ系カリブ人の移民を促進する計画について話し合った。しかし、この計画は失敗に終わった。1967年、バーナムは「海外からの投票数は彼が望む通りに操作できる」と述べた。バーナムは後に「次回の選挙で不在者投票を獲得するために、イギリス、カナダ、アメリカに住むアフリカ系ガイアナ人全員を特定し登録する」と述べ、海外に住むインド系ガイアナ人は登録や投票用紙の受け取りに困難が生じる可能性があると示唆した。
1966年10月、ベネズエラ軍はグアヤナエセキバのアンココ島を占領した。バーナムはベネズエラ軍の撤退を要求したが、その要求は拒否された。

### 1968年総選挙
PNCは1968年の総選挙で選挙不正によって多数派政権を獲得し、水増しされた「海外投票」を利用して自分たちに有利な結果をもたらした。PNCは海外投票36,745票のうち93.7%を獲得し、バーナムは絶対多数を主張することができた。ロンドンのオピニオン・リサーチ・センターによる独立した調査では、海外投票者の名簿の15%しか確認できなかった。一部の有権者の身元を調べた調査では、マンチェスター近郊の馬2頭、ブルックリンの閉店した肉屋、ロンドンの鉄道が登録有権者としてカウントされていたことが判明し、報告された有権者が一度も居住したことのない住所も多数あった。英国で確認された900人の有権者のうち、本物だったのはわずか100人強で、ニューヨークでは40%に過ぎなかった。ピーター・ダギアーはこれを「選挙ではなく、詐欺による権力奪取だ」と呼んだ。

### ルプヌニ蜂起とティグリ地域紛争
1968年、4万人のアメリカ先住民による会議でバーナムに要求を提出し、彼のアフリカ中心主義政策に不満を示した。 農業大臣は、住民の土地所有権証明書は今後認められず、その地域はアフリカ系ガイアナ人によって占領されると宣言した。暫定分離主義政府が宣言され、レセムへの攻撃が始まった。この反乱は最終的にガイアナ国防軍（GDF）によって鎮圧された。
1969年、スリナム当局によるティグリキャンプの設立に続いて、ガイアナ国防軍がティグリキャンプを占領し、ティグリ地域の統治権を主張した。ガイアナは1970年に軍を撤退させるという合意があったにもかかわらず、キャンプの維持を続けている。

### ガイアナ協同共和国の設立
1970年以前、バーナムは主に穏健な政治政策を追求した。1970年に彼は大きく左派に転向し、キューバ（1972年12月8日）、ソ連（1970年12月17日）と関係を築き、北朝鮮とも強い関係を築いた。同年2月23日、彼はガイアナを「協同共和国」と宣言した。自給自足政策を採用し、インド系ガイアナ人の食生活に欠かせない小麦粉や米の品種など、あらゆる形態の輸入を禁止した。バーナムはまた、外国所有・外国支配の主要産業を国有化した。1979年までに彼の政策により、経済における民間部門のシェアはわずか10%にまで減少した。協同共和国の宣言にあたり、バーナムは国家元首を交代させ、イギリス国王を解任してアーサー・チュンを初代大統領に据えた（主に儀礼的な役割であったが）。ただし、ガイアナは英連邦加盟国のままであった（1972年から1975年までバーナムの外務大臣を務めたソニー・ランファルは、1975年に第2代英連邦事務総長に就任し、1990年までその職を務めた）。

### ポートオブスペイン議定書
1970年6月18日、バーナムはベネズエラとスペイン港議定書に署名した。この議定書は12年間有効で、グアヤナエセキバの国境紛争に関する両国の協力を促進した。ただ、この議定書は12年後には更新されなかった。

### 非同盟運動への加盟
バーナムは、1970年にザンビアのルサカで開催された非同盟運動の首脳会議に出席した後、1970年9月12日から30日にかけて、ザンビア、ウガンダ、ケニア、タンザニア、エチオピアなどアフリカのいくつかの国を公式訪問した。ガイアナ政府は1970年代を通じてアフリカ解放運動に全面的に関与し続けた。
バーナムは100人以上のガイアナ人公務員をザンビア政府の様々な部署に派遣した。1970年代を通じて多くのガイアナ人の医師、エンジニア、弁護士、秘書が南部アフリカ諸国で働いた。

### イスラエルの家
1972年、ラビ・デイビッド・ヒルはガイアナに到着し、イスラエルの家を設立した。これは宗教の宗派であり、野党はバーナムのPNCの私兵として活動していると非難した。2014年、イスラエルの家元司祭のジョセフ・ハミルトンは、イスラエルの家が「PNCに代わって抑圧的で恐怖を与える行為」を犯したと証言した。

### 1973年総選挙
1973年の総選挙では、バーナムは70%の得票率を獲得し、国会議員53議席のうち37議席を獲得した。バーナムが選挙結果に重大な悪影響を及ぼし、不正選挙を行ったことは広く認められている。軍が投票箱を輸送している最中に、インド系ガイアナ人の投票所職員2名が軍に射殺され、この2人は「投票箱の殉教者」として知られるようになった。選挙後まもなく、バーナムは予防拘禁の権限を拡大し、移動や銃器の所持の制限、令状なしの捜索を許可した。

### ソフィア宣言
1974年12月14日、バーナムはソフィア宣言を発し、「党は、その執行機関の1つに過ぎない政府に対して、遠慮なくその最高権力を担うべきである」と述べた。また、この宣言では社会主義国家への移行と経済の国有化も求められた。この宣言は、党の管理下にある準軍事組織であるガイアナ国家奉仕団の設立にもつながった。

### 1978年の国民投票
PNC政権の5年間の任期は1978年に終了する予定で、新たな選挙を余儀なくされた。1978年4月1日、バーナムは国民投票ではなく議会の2/3の多数決(PNCは多数決)で憲法を改正できるようにする国民投票を行うと発表した。野党は国民投票に反対する統一戦線を張った。選挙運動中、PNCは批判的な新聞「カトリック・スタンダード」と国営印刷会社との契約を打ち切り、批判的な資料を配布する勢力を妨害した。国営メディアでは野党の広告が禁止され、野党の集会や集会を解散させるために暴力が使用された。公務員は、他の人が代理で投票できるように、空白の委任状に署名することを強制された。また、選挙人名簿に登録されている人数は、国連の推定有権者数よりも10%以上(65,000人)多いことも指摘された。野党グループは最終的にガイアナ国民に国民投票をボイコットするよう求めた。この間、ガイアナの著名な詩人マーティン・カーターは、政府による選挙拒否に抗議した際にPNC関係者から暴行を受けた。
バーナムは1978年の国民投票で勝利した。何百人ものインド系ガイアナ人（およびPPP支持者のアフリカ系ガイアナ人）から、PNC執行官が攻撃的に、しばしば暴力的にPPP支持者の投票機会を否定したという逸話がある。公式の数字によると、国民投票は97.9パーセントの票で可決された。PNC支持者が複数回投票したという非難もあった。
1週間後の1978年7月17日、政府は新たな権限を使って憲法を改正し、予定されていた選挙を延期した。この権限は1980年に施行された新憲法の導入にも使用された。

### ジョーンズタウンでの関与
1978年11月18日、ジョーンズタウンで集団自殺が起こり、人民寺院の信者909人が死亡した。バーナムは以前、ジム・ジョーンズ率いる同グループが米国サンフランシスコからガイアナに移住することを許可しており[ 36 ]、同グループと良好な関係を築いていた。この事件はガイアナに国際的な注目を集め、野党が設置した検死審問ではジョーンズの盟友と目されていたバーナムが死因であるとされた。
バーナム政権が事件の隠蔽に加担したとの説もある。バーナムの妻ヴィオラと副首相のプトレマイオス・リードは現場に最初に到着した人物の一人であり、虐殺現場から現金、金、宝石類約100万ドルを持ち帰った可能性がある。バーナムの秘書の一人が事件発生の数時間前にジョーンズタウンを訪れた可能性もあるが、その理由は説明されていない。

### 1979年 バーナード・ダークの火災と殺人
1979年、人民寺院との公式通信を含む多くの政府公式記録が火災で焼失した。バーナム政権が故意に放火したとの憶測もあり、ガイアナ国防軍の制服を着た男たちが火事から逃げる姿が目撃されたとの報告もある。2つの異なる政府機関が焼失した。ウォルター・ロドニーが逮捕され、放火罪で起訴された。裁判は3度延期され、後に証拠不十分で取り下げられた。
放火と逮捕後の市民による騒乱の最中、イエズス会の司祭バーナード・ダークがイスラエルの家のメンバーに刺殺された。イスラエルの家はバーナムと彼のPNC党と密接な関係にある宗教カルトである。ダークはカトリック・スタンダードと関係があり、同紙はPNCに対して「極めて批判的」であると評されている。2013年のカイエトゥール・ニュースの記事によると、カトリック・ニュースの編集者アンドリュー・モリソンがこの攻撃の実際の標的だった可能性があり、暗殺未遂となった。

## ガイアナ協同共和国大統領として
1980年に憲法が改正され、大統領職は行政職となった。それまで大統領職は、アーサー・チュンが儀礼的な国家元首の役割を担っていた。バーナムは、その年の大統領選挙で、公式結果で76%の票を獲得し、ジェーガンは20%だった。国際監視団は、インド系ガイアナ人の有権者が複数の投票所で投票を妨げられたと抗議し、選挙不正の告発が広まった。行政大統領には、議会を自由に解散し、立法を拒否し、政府のほぼすべての上級メンバーを任命または解任する権限が与えられた。
バーナムはガイアナにマスゲームを導入した。マスゲームは1980年2月にガイアナ協同共和国の建国を記念して初めて開催された。

### ウォルター・ロドニーの暗殺
ウォルター・ロドニーは1980年6月13日、ジョージタウンで車に積んであった爆弾による爆発で38歳で死亡した。爆発で負傷した兄のドナルドは、ガイアナ国防軍の軍曹でイスラエルの家のメンバーであるグレゴリー・スミスがロドニーに爆弾を渡して彼を殺したと語った。
2014年、ドナルド・ラモターはPNCの抵抗があったにもかかわらずロドニー殺害の調査を開始した。2016年、調査委員会は、ガイアナ国防軍とガイアナ警察の支援を受けたフォーブス・バーナム大統領が、バーナムにとって脅威となる労働人民同盟（WPA）のリーダーであるロドニー暗殺の陰謀に加担していたとする調査結果を発表した。ロドニーのWPAは、植民地主義によって歴史的に権利を奪われてきたさまざまな民族（アフリカ系ガイアナ人やインド系ガイアナ人を含む）がガイアナの統治に関与すべきであると信じており、バーナムの権力掌握に異議を唱える立場だった。

### 大統領の最後の年
バーナム大統領の任期末期、彼の準社会主義政策は経済停滞を招いた。ガイアナは、特にガイアナの主要輸出品であるボーキサイト、米、砂糖などの十分な商品を輸出できず、重要な輸入品のための外貨を稼ぐことができず、貿易赤字と巨額の対外債務につながった。商品不足と公共サービスの崩壊が起こり、バーナムは緊縮財政を強行し、ソ連寄りの国々に経済支援を求めた。バーナムの権威主義政策は大量移民を招き続け、 1980年代を通じてガイアナの人口減少につながった。
バーナムの国営経済では、アフリカ系ガイアナ人がほとんどの職を握り、報道機関も政府に統制されていた。ジェーガンは、人々が職を失うことを恐れて政治活動を行わなかったため、経済も抑圧されていたと主張した。バーナムは1985年に死去するまで大統領職を続けた。

## 生涯
フォーブス・バーナムは1923年2月20日にイギリス領ギアナのジョージタウンで生まれた。1947年にイギリスのロンドン大学で法学の学士号を卒業し、その後法曹人としてガイアナで活動をすることになる。
1946年、イギリス領ガイアナ労働党に入党し、1949年に党代表に選出された。以後1950年にPACと合併し、人民進歩党の創党主役の一人となった。人民進歩党は1953年総選挙で勝利し、バーナムは教育部長官職に上がった。人民進歩党は強硬な左派性向の政策を展開することになるが、まもなく英国の圧力で政権を喪失した。この渦中に党内分裂が起きて人民進歩党は二つに分党され、バーナムは人民国民会議の党首となった。これにより既存の人民進歩党は政界を代表するようになり、人民国民会議は黒人を代表する政党となり、両党制を構成することになる。1961年選挙で人民進歩党が勝利したが、得票率は僅かで、その後1962年暴動で主導的な役割を果たし、バーナムはこの過程でガイアナの共産化を心配していた英国と米国当局の支援を得て、1963年にガイアナ労総委員長に就任することになる。
1964年の総選挙は人種暴動が乱舞する極度の混乱の中で行われた。ガイアナ議会選挙制度が小選挙区制から比例代表制に変更され、人民進歩党は得票率の上昇にも過半数確保に失敗し、人民国民会議は保守政党である権力連合党と連立政府を構成して総理職に上がった。 1966年、イギリスから独立した直後、初代ガイアナの首相に就任した。
バーナムは首相に就任するとすぐに国家安保法を通過させ、反対派を弾圧する口実を設けたが、依然として選挙で不利な立場に立っていた。この当時、ガイアナで黒人は人口の多くを占めなかったためだった。このため米国と交渉して黒人の移民を図ったが、これは失敗した。結局、バーナムは総選挙でゲリマンダーと不正選挙を敢行した。 1970年、ガイアナが共和政に転換されると、バーナムは本格的に社会主義的な路線を歩むようになった。バーナムはアフリカ諸国との絆を強化し、1974年にソフィア宣言をきっかけに産業国有化を断行した。また、協同組合の活性化政策を施行し、外交的には北朝鮮や中国など共産圏との関係を重視した。その後、1978年に人民寺院集団自殺事件が起こり、米国との外交関係が悪化したりもした。しかし、国有化政策は腐敗し成功しなかった上、インド系住民がバーナムに不満を抱いてガイアナ人口減少の原因となった。 1980年に改憲を通じてガイアナの第2代大統領に就任した。その後、1985年に心臓発作で死亡した。

## 政治姿勢
バーナムは独裁的な統治を特徴としていた。ウォルター・ロドニーによれば、「バーナムの統治スタイルは、故ニカラグアの独裁者アナスタシオ・ソモサ・デバイレの統治スタイルと多くの類似点がある。ソモサは国内の被搾取階級だけでなく、自身の政治的支配のスタイルに従うことを拒否した自らの階級（ブルジョワジー）の一部も抑圧した。」
ロドニーはバーナムの政治哲学を「疑似社会主義」と呼んだ。ライバルのチェディ・ジェーガンは「バーナムは海の中のコルクのように潮の流れとともに動く」と述べ、マニング・マラブルは「カーター政権はガイアナをソマリアや共産主義中国と同じ政治理念、つまり国内の民主的権利を違法とし、米国帝国主義の従属的パートナーになることをいとわない名ばかりの社会主義体制と見なしていた。」と主張した。
バーナムは、ガイアナが1970年に加盟した非同盟運動の支持者であった。非同盟運動への加盟は、ガイアナの外交政策の礎とみなされていた。バーナムの他の外交政策には、カリコムおよび英連邦諸国内での加盟と良好な関係の維持が含まれていた。バーナムは地域主義も主張した。
バーナムは南アフリカのアパルトヘイト政策に断固反対していた。ある時、イギリスのクリケット選手ロビン・ジャックマンはジョージタウンに到着後、南アフリカのアパルトヘイトとのつながりを理由にビザを取り消された。また、1976年初頭にニュージーランドのラグビー代表チームが南アフリカを遠征したが国際オリンピック委員会から禁止されなかったことに抗議して、 1976年夏季オリンピックのボイコットをバーナムが実施した。バーナムの死後、2013年に南アフリカのポスト・アパルトヘイト政府は、バーナムが南アフリカの利益を支援したとして、ORタンボ勲章を授与した。
バーナムは在任中、高等教育を含むすべての教育を無償化した。
バーナムは首相在任中、野党から汚職の疑いをかけられた。ウォルター・ロドニーは「バーナムは周囲に弱者や腐敗した人物を奨励し、彼らに対して残忍な支配を行っている」と述べ、彼の政権を「腐敗した独裁政権」と呼んだ。

### アフリカ中心主義政策と人種差別の非難
バーナム政権は、アフリカ中心主義政策とインド系住民に対する差別が非難されてきた。バーナム政権の支持層は主にアフリカ系ガイアナ人であった。バーナム政権下のガイアナ軍は、1968年にバーナムがインド系ガイアナ人を軍から追放した後、アフリカ系ガイアナ人が多数派となった。国営経済の下では、人口の少数派であるにもかかわらず、アフリカ系ガイアナ人が雇用の大半を占めた。アフリカ系ガイアナ人のアメリカインディアンの土地への再定住は、ルプヌニ蜂起の大きな要因であった。
ガイアナ人ジャーナリストのフレディ・キシューンは、バーナムは人種差別主義者ではないが、彼の支持は主にアフリカ系ガイアナ人で、インド系ガイアナ人は主にジェーガンを支持していたため、バーナムはアフリカ系ガイアナ人種グループを喜ばせ、その支持を維持する政策を実施しなければならなかったことを認識していたという意見を表明した。キシューンは、意図に関係なくバーナムの独裁主義的な政策を批判し、「フォーブス・バーナムの統治は恐ろしく士気を低下させた」と述べ、また、バーナムの在任中、「インド系ガイアナ人のほぼ99パーセントがガイアナには自分たちの居場所はなく、大統領とその政党は彼らを二級市民として扱っていると感じていた」と述べ、インド系ガイアナ人は「バーナムを恐れて暮らしていた」と述べた。
ウォルター・ロドニーはエッセイの中で、ジェシー・バーナムのパンフレットがフォーブスの「インディアンに対する人種差別的態度」を描写していると書いている。パンフレットには、バーナムが「インディアンの態度について強い感情を抱いているが、その感情を公表する時はまだ来ていない」と書いた手紙が掲載されている。1962年、アーサー・M・シュレジンジャー・ジュニアは、バーナムは米国務省と英国植民地省によって人種差別主義者とみなされていると述べた。

### 権威主義的な政策
バーナムは在任中、独立後の「国家安全保障法」に始まり、多くの権威主義的な政策を可決した。バーナムは移動を制限し、警察の捜索・拘留権限を強化し、銃器を規制する法律を可決した。彼はメディア報道を厳しく統制するようになった。彼はまた、立法を拒否する権限、国民投票なしでのさらなる憲法改正、政府任命の統制、議会の解散など、憲法改正を行った。

### 国家が認めた暴力における役割
2016年、バーナム政権はウォルター・ロドニー暗殺に加担していたことが判明し、野党の集会や集会を暴力で解散させたこと、政府庁舎の計画的な放火に加担したこと、バーナード・ダーク殺害に関与したことで告発されている。バーナムは1973年に軍がインド系ガイアナ人の投票所職員2人を殺害したとき、政権のトップだった。
ガイアナ政府の権力を握る前、バーナムは1963年の暴力的なデモで警察の報告書に名前が挙がっており、彼のPNC党は1962年のブラックフライデー暴動で大規模な物的損害を引き起こした暴徒を率いたとして告発された。

### CIAとの極秘の関与
国家安全保障アーカイブの機密解除された文書によると、1962年から1968年までバーナムは米国中央情報局から支援を受けていた。この間、バーナムはガイアナへのCIAの介入に同意し、1964年と1968年の選挙に向けて資金援助を受けていた。

## 私生活
バーナムの妹ジェシー・バーナムも政治活動に積極的で、下院の最初の女性議員の一人となった。
バーナムの最初の結婚相手はトリニダード・トバゴ出身のシーラ・バーニス・ラタステ・バーナムで、二人は学生時代にロンドンで知り合った。ラタステはウッドブルック生まれ。二人は1951年5月にポートオブスペインのトランクィリティ・メソジスト教会で結婚した。ラタステとの間にバーナムはロクサーヌ・ヴァン・ウェスト・チャールズ、アナベル・ポラード、フランチェスカ・オヌの3人の子供をもうけた。二人は後に離婚した。ラタステ・バーナムは2011年に91歳で亡くなった。
1967年2月、バーナムは高校のラテン語教師であるヴィオラ・ビクトリーヌ・ハーパー（ヴィオラ・バーナム）と結婚した。ヴィオラは政治にも関わり、デズモンド・ホイト政権下でガイアナ副大統領を務めた。ヴィオラは2003年に72歳で亡くなった。バーナムはヴィオラとの間にメラニーとウレレという2人の娘をもうけ、カマナという息子を養子に迎えた。
バーナムはメソジスト教徒だった。趣味は水泳と乗馬で、チェス、ビリヤード、クリケット、テニス、釣りも楽しんでいた。
バーナムは1965年から1985年までカステラーニ・ハウスに住んでおり、その間この家は「ザ・レジデンス」と呼ばれていた。

## 死と埋葬
バーナムは1985年8月6日、ジョージタウンで喉の手術中に心不全で62歳で亡くなった。いくつかの情報源によると、フォーブスは死の数年前から心臓病と糖尿病を患っていた可能性がある。バーナムの下で働いていた男性は、大統領が死の約3年半前に「心臓病への恐怖」を感じていたと聞いたと語った。喉の手術はキューバの専門家2人の協力を得て行われた。彼は数日後に植物園に埋葬された。彼の遺体は後に掘り起こされ、永久展示用にソ連に運ばれた。1年後、最終的な埋葬のためガイアナに返還された。バーナムがなぜ喉の手術を受けたのかは説明されておらず、ポリープ、または喉頭がんを患っていたのではないかと示唆されている。バーナムの遺体が永久公開展示用に準備された後に埋葬された理由についても諸説ある。
彼の遺体はジョージタウンのガイアナ植物園にあるバーナム霊廟（1986年建造）に安置されている。霊廟は主に鉄筋コンクリートで造られており、床はマザルニおよびアッパーエセキボ地方産の花崗岩でできている。ガイアナの建築家ジョージ・ヘンリーが十字架の形に設計した。ガイアナ国立トラストが管理している。

## 遺産
バーナムは物議を醸す人物とみなされている。バーナムの後継者であるデズモンド・ホイトはバーナムを「偉大な指導者」と呼んだ。ガイアナ大統領のデイビッド・A・グレンジャーは「彼は聡明な人物であり、未来志向の思想家であり、誠実で高度な規律を持った名誉ある人物だった」と述べ、グレンジャーはバーナムを「社会的結束の創始者であり、国家統一の設計者」と呼んだ。インディラ・ガンディーはバーナムを20世紀の傑出した人物の一人に挙げた。ブリティッシュコロンビア大学の歴史家モー・テイラーはバーナムの首相職を「ガイアナの近代史における深く分裂的な一章」と呼んだ。2020年に出版されたバーナムの権力掌握に関する評論の中で、ジョン・プラドスはバーナムを「腐敗し、独裁的で、私利私欲に溺れる」人物と評し、「独裁的な人物」と呼んだ。
2022年現在、バーナムが設立した2つの政党は現在のガイアナ政治において最も影響力と人気があり、この2つの政党は2020年のガイアナ総選挙で接戦を繰り広げている。2つの政党への支持は、アフリカ系ガイアナ人とインド系ガイアナ人との間の人種的分断に従って継続している。
バーナム政権は、首相在任中に、国旗、国章、国歌、国花、国鳥、国の標語など、ガイアナの国のシンボルの多くを制定した。1763年のバーバイス奴隷反乱記念碑と、ガマール・アブドゥル＝ナーセル、エンクルマ、ジャワハルラール・ネルー、ヨシップ・ブロズ・チトーの胸像を掲げた非同盟記念碑は、どちらもバーナム首相在任中に建てられた。バーナムは、パグワ、ディワリ、マシュラマニーなどの国民の祝日を制定した。首相在任中に完成した国家プロジェクトには、ソーズダイク・リンデン・ハイウェイ、デメララ・ハーバー・ブリッジ、チェディ・ジェーガン国際空港などがある。
バーナムは1976年に「女性平等に関する国家文書」を発表し、ガイアナにおける女性の法的権利を改善した。この文書は「男性労働者と女性労働者の雇用者による平等な待遇を確保すること」と「雇用、募集、訓練、教育、住宅、物品、サービス、施設の提供における性差別を違法とすること」を目的としていた。バーナムはまた、ガイアナ国防軍に女性が従事する道も開いた。
ガイアナはバーナムの在任中に巨額の負債を抱え、1973年から1993年の間にGDPの成長が見られず、同じ期間に年間約10％の比較的高いインフレを経験した。
バーナムの死後、デズモンド・ホイトが大統領に就任した。1985年のガイアナ総選挙も不正選挙とみなされた。次の「自由で公正な」選挙は1992年に行われ、1964年以来初めて公正な選挙となり、チェディ・ジェーガンが大統領に選出された。[ガイアナの選挙プロセスは依然として不正投票の対象となっている。2020年のガイアナ総選挙はPNCのリーダーであるデビッド・A・グレンジャーによる選挙結果の改ざんの試みによって台無しにされ、ブルース・ゴールディングは「選挙結果の改ざんのこれほど明白な試みは見たことがない」と述べた。

## 評価
ガイアナの独立と経済自立を主導したという肯定的な評価と社会主義的経済政策により長期的に経済に悪影響を及ぼしたという批判的な評価がある。また、ガイアナ内部の人種問題を悪化させた独裁者という評価も存在する。ガイアナ国内では黒人からの評価は高いが、インド系からの評価は低い。

## 余談
フォーブス・バーナムは北朝鮮とも友好的関係を保っていた。共和政転換直後から北朝鮮との交流に積極的であり、以後北朝鮮の専門家を招待してマスゲームまでしたことがある。1968年の先住民鎮圧事件以後アメリカからの支援を受けにくくなったことにより外交路線を切り替えたためだった。面白いことにバーナムはイスラエル系宗教組織は支援し、彼らの支援を受けていた。

## 受賞歴
- ガイアナ優秀勲章（1973年）
- ホセ・マルティ勲章:キューバ(1975年)
- ナイル勲章大綬章：エジプト(1975年)
- 名誉博士号：ダルハウジー大学（1977年）
- Ordem Nacional do Cruzeiro do Sul :ブラジル(1983年)
- プラニナの星（バルカン山脈勲章）：ブルガリア（198年4）
- ユーゴスラビア大星勲章：ユーゴスラビア（1985年）
- ORタンボ修道会：南アフリカ（2013年）
- 国旗勲章一等：朝鮮民主主義人民共和国